# Wu-Tang Clan
Vutang klan (енгл. Wu-Tang Clan, IPA: ) njujorška je hip-hop grupa koja se sastoji od devet američkih repera. Među njima se nalaze uspešni solo umetnici i muzički producenti, dobitnici Gremija, filmske i TV zvezde, scenaristi, portparoli proizvodnih kuća, vlasnici firmi, a odnedavno i kompozitori filmske muzike.
Klan je imao devet članova do smrti Ol Derti Bastarda 2004. godine. Kao jedna od najslušanijih i od kritike najhvaljenijih hip hop grupa svih vremena, Vutang klan je slavnim postao preko vlastite beskompromisne vrste hardcore rap muzike. Od svog debija, Klan je pokrenuo karijere brojnih drugih umetnika i grupa, a već 1994. godine im se pripisivalo 300 pridruženih članova Vutang klana, poznatih kao „Vutang kila biz” (engl. Wu-Tang Killa Bees), što je uključivalo repere, producente i generalne direktore muzičkih izdavača.

## Spoljašnje veze
- Zvanični veb-sajt
- Vu muzička grupa Архивирано на веб-сајту  (22. јануар 2021)
- Članak na Provera mikrofona